# SM UC-43
SM UC-43 – niemiecki podwodny stawiacz min z okresu I wojny światowej, jedna z 64 zbudowanych jednostek typu UC II. Zwodowany 5 października 1916 roku w stoczni Vulcan w Hamburgu, został przyjęty do służby w Kaiserliche Marine 25 października 1916 roku. W czasie służby operacyjnej w składzie 1. Flotylli U-Bootów Hochseeflotte okręt odbył dwa patrole bojowe, podczas których zatopił 13 statków o łącznej pojemności 24 684 BRT, a ponadto zdobył jeden statek o pojemności 539 BRT. 10 marca 1917 roku SM UC-43 został zatopiony wraz z całą załogą na północ od Szetlandów, w wyniku ataku torpedowego brytyjskiego okrętu podwodnego HMS G13.

## Projekt i budowa
Sukcesy pierwszych niemieckich podwodnych stawiaczy min typu UC I, a także niedostatki tej konstrukcji, skłoniły dowództwo Cesarskiej Marynarki Wojennej z admirałem von Tirpitzem na czele do działań mających na celu budowę nowego, znacznie większego i doskonalszego typu okrętów podwodnych. Opracowany latem 1915 roku projekt okrętu, oznaczonego później jako typ UC II, tworzony był równolegle z projektem przybrzeżnego torpedowego okrętu podwodnego typu UB II. Głównymi zmianami w stosunku do poprzedniej serii były: instalacja wyrzutni torpedowych i działa pokładowego, zwiększenie mocy i niezawodności siłowni oraz wzrost prędkości i zasięgu jednostki, kosztem rezygnacji z możliwości łatwego transportu kolejowego (ze względu na powiększone rozmiary).
SM UC-43 zamówiony został 20 listopada 1915 roku jako jednostka z II serii okrętów typu UC II (numer projektu 41, nadany przez Inspektorat U-Bootów), w ramach wojennego programu rozbudowy floty . Został zbudowany w stoczni Vulcan w Hamburgu jako jeden z sześciu okrętów II serii zamówionych w tej wytwórni. UC-43 otrzymał numer stoczniowy 76 (Werk 76)  . Stępkę okrętu położono w 1915 roku , a zwodowany został 5 października 1916 roku. Koszt budowy okrętu wyniósł 1 mln 982 tys. marek.

## Dane taktyczno-techniczne
SM UC-43 był średniej wielkości przybrzeżnym okrętem podwodnym o konstrukcji dwukadłubowej. Długość całkowita wynosiła 49,5 metra, szerokość 5,22 metra i zanurzenie 3,68 metra . Wykonany ze stali kadłub sztywny miał 39,3 metra długości i 3,61 metra szerokości, a wysokość (od stępki do szczytu kiosku) wynosiła 7,46 metra . Wyporność w położeniu nawodnym wynosiła 400 ton, a w zanurzeniu 480 ton. Jednostka miała wysoki, ostry dziób przystosowany do przecinania sieci przeciwpodwodnych; do jej wnętrza prowadziły trzy luki: pierwszy przed kioskiem, drugi w kiosku, a ostatni w części rufowej, prowadzący do maszynowni . Cylindryczny kiosk miał średnicę 1,4 metra i wysokość 1,8 metra, obudowany był opływową osłoną . Okręt napędzany był na powierzchni przez dwa 6-cylindrowe, czterosuwowe silniki wysokoprężne Körting o łącznej mocy 520 KM, a pod wodą poruszał się dzięki dwóm silnikom elektrycznym SSW o łącznej mocy 460 KM . Dwa wały napędowe obracały dwie śruby wykonane z brązu manganowego (o średnicy 1,9 metra i skoku 0,9 metra) . Okręt osiągał prędkość 11,7 węzła na powierzchni i 6,7 węzła w zanurzeniu . Zasięg wynosił 9410 Mm przy prędkości 7 węzłów w położeniu nawodnym oraz 60 Mm przy prędkości 4 węzłów pod wodą . Zbiorniki mieściły 63 tony paliwa, a energia elektryczna magazynowana była w dwóch bateriach akumulatorów 26 MAS po 62 ogniwa, zlokalizowanych pod przednim i tylnym pomieszczeniem mieszkalnym załogi. Okręt miał siedem zewnętrznych zbiorników balastowych . Dopuszczalna głębokość zanurzenia wynosiła 50 metrów , a czas wykonania manewru zanurzenia 40 sekund.
Głównym uzbrojeniem okrętu było 18 min kotwicznych typu UC/200 w sześciu skośnych szybach minowych o średnicy 100 cm, usytuowanych w podwyższonej części dziobowej jeden za drugim w osi symetrii okrętu, pod kątem do tyłu (sposób stawiania – „pod siebie”). Układ ten powodował, że miny trzeba było stawiać na zaplanowanej przed rejsem głębokości, gdyż na morzu nie było do nich dostępu (co znacznie zmniejszało skuteczność okrętów). Wyposażenie uzupełniały dwie zewnętrzne wyrzutnie torped kalibru 500 mm (umiejscowione powyżej linii wodnej na dziobie, po obu stronach szybów minowych), jedna wewnętrzna wyrzutnia torped kal. 500 mm na rufie (z łącznym zapasem 7 torped) oraz umieszczone przed kioskiem działo pokładowe kal. 88 mm L/30, z zapasem amunicji wynoszącym 130 naboi . Okręt wyposażony był w dwa peryskopy Zeissa: wachtowy i bojowy oraz radiostację z podnoszonym masztem o wysokości 10 metrów. Wyposażenie uzupełniała kotwica grzybkowa o masie 272 kg .
Załoga okrętu składała się z 3 oficerów oraz 23 podoficerów i marynarzy.

## Służba

### 1916 rok
25 października 1916 roku SM UC-43 został przyjęty do służby w Cesarskiej Marynarce Wojennej . Dowództwo okrętu objął kpt. mar. (niem. Kapitänleutnant) Erwin Sebelin . Po okresie szkolenia okręt został 25 grudnia przydzielony do 1. Flotylli U-Bootów Hochseeflotte . Podczas swojej pierwszej operacji bojowej U-Boot napotkał 31 grudnia na Morzu Północnym zbudowany w 1891 roku norweski parowiec „Lupus” (539 BRT). Statek, płynący z Hordalandu do Amsterdamu z ładunkiem pirytu, został zatrzymany i zajęty przez załogę UC-43 jako pryz .

### 1917 rok
12 stycznia na postawione przez UC-43 miny wszedł pochodzący z 1904 roku brytyjski parowiec „Brentwood” (1192 BRT). Jednostka, płynąca pod balastem z Londynu do Newcastle upon Tyne, zatonęła w odległości 4 Mm na północny wschód od wyspy Whitby (zginęło dwóch członków załogi)  . Trzy dni później ten sam los spotkał dwie norweskie jednostki pływające: zbudowany w 1907 roku parowiec „Brabant” o pojemności 1492 BRT, przewożący ładunek drobnicy i miazgi drzewnej z Christianii do Londynu (zatonął ze stratą trzech marynarzy 2 Mm na południowy wschód od latarni morskiej Flamborough)  oraz pochodzący z 1890 roku „Graafjeld” (728 BRT), płynący na trasie Ålesund – Kingston upon Hull z ładunkiem śledzi, który zatonął bez strat ludzkich 3 Mm na wschód od latarni Flamborough . Ofiarą postawionych przez okręt podwodny min stał się też 20 stycznia zbudowany w 1900 roku brytyjski parowiec „Planudes” (542 BRT), transportujący węgiel z Newcastle upon Tyne do Trouville-sur-Mer, który zatonął wraz z całą, liczącą 11 osób załogą na wodach nieopodal Whitby  .
Z dniem 1 lutego, rozkazem szefa sztabu admiralicji niemieckiej z 12 stycznia tego roku, U-Booty należące do czterech flotylli Hochseeflotte, Flotylli Flandria i Flotylli Pola rozpoczęły nieograniczoną wojnę podwodną. 25 lutego okręt wyszedł z Helgolandu na kolejny rejs, kierując się ku południowemu wybrzeżu Irlandii. U-Boot postawił na wodach kanału La Manche dwie zagrody składające się łącznie z 18 min. 27 lutego UC-43 zatrzymał i po zejściu załogi zatopił ogniem artyleryjskim francuski żaglowiec „Marie Madeleine” o pojemności 45 BRT (na pozycji 49°30′N 0°40′W/49,500000 -0,666667) . 1 marca na południowy zachód od Kinsale okręt zatrzymał i zatopił po opuszczeniu przez załogi dwa norweskie żaglowce: zbudowaną w 1882 roku fregatę z żelaznym kadłubem „Mabella” (1637 BRT), płynącą z Galveston do Kolding z ładunkiem makuchów (na pozycji 51°13′N 9°04′W/51,216667 -9,066667) , oraz pochodzący z 1897 roku bark ze stalowym kadłubem „Storenes” (1870 BRT), przewożący kukurydzę z Buenos Aires do Queenstown . 6 marca U-Boot zatrzymał i zatopił ogniem artylerii kolejne dwie jednostki: zbudowany w 1872 roku brytyjski parowiec „Cornelia” (903 BRT), płynący z ładunkiem drewna z Porto do Cardiff (na pozycji 51°47′N 10°43′W/51,783333 -10,716667)   oraz zbudowany w 1890 roku japoński parowiec „Sawa Maru” o pojemności 2578 BRT, płynący na trasie Huelva–Newport (na pozycji 51°55′N 11°33′W/51,916667 -11,550000). Mimo opuszczenia statku przez całą załogę jedna z trzech łodzi ratunkowych zaginęła, a wraz z nią 12 marynarzy .
7 marca UC-43 zatrzymał i zatopił przy pomocy torpedy zbudowany w 1912 roku uzbrojony brytyjski parowiec „Baron Wemyss” o pojemności 1605 BRT, płynący z ładunkiem drobnicy z Huelvy do Firth of Clyde. Podczas ataku, który nastąpił w odległości 73 Mm na północny zachód od Fastnet Rock (na pozycji 51°40′N 11°30′W/51,666667 -11,500000), zginął kapitan oraz jeden marynarz  . Dwa dni później nieopodal Stornoway okręt zatopił też pochodzący z 1907 roku duński drewniany trzymasztowy szkuner „Laurits” (183 BRT), płynący z Walencji do Kopenhagi z ładunkiem makuchów (nikt nie zginął) .
10 marca 1917 roku płynący na powierzchni na północ od wyspy Muckle Flugga (Szetlandy) UC-43 został storpedowany przez brytyjski okręt podwodny HMS G13 i zatonął wraz z całą, liczącą 26 osób załogą na pozycji 60°57′N 1°11′W/60,950000 -1,183333 .
Na postawionych przez okręt minach zatonęły jeszcze dwie jednostki: zbudowany w 1913 roku brytyjski parowiec „Norwegian” o pojemności 6237 BRT, przewożący pocztę, zboże i drobnicę z Nowego Jorku do Liverpoolu (13 marca nieopodal Clonakilty, ze stratą pięciu członków załogi)  oraz nowy norweski zbiornikowiec „Malmanger” (5672 BRT), transportujący produkty ropopochodne z Nowego Jorku do Avonmouth (22 marca, na pozycji 51°23′N 9°30′W/51,383333 -9,500000, bez strat w ludziach) .

### Podsumowanie działalności bojowej
SM UC-43 odbył dwa rejsy operacyjne, w wyniku których zatonęło 13 statków o łącznej pojemności 24 684 BRT, a jeden statek o pojemności 539 BRT został zdobyty . Na pokładach zatopionych i uszkodzonych jednostek zginęło co najmniej 38 osób, w tym 12 na japońskim parowcu „Sawa Maru”  . Pełne zestawienie zadanych przez niego strat przedstawia poniższa tabela :
| Data             | Nazwa             | Państwo         | Tonaż      | Los jednostki |
| ---------------- | ----------------- | --------------- | ---------- | ------------- |
| 31 grudnia 1916  | „Lupus”           | Norwegia        | 539        | zdobyty       |
| 12 stycznia 1917 | „Brentwood”       | Wielka Brytania | 1192       | zatopiony     |
| 15 stycznia 1917 | „Brabant”         | Norwegia        | 1492       | zatopiony     |
| 15 stycznia 1917 | „Graafjeld”       | Norwegia        | 728        | zatopiony     |
| 20 stycznia 1917 | „Planudes”        | Wielka Brytania | 542        | zatopiony     |
| 27 lutego 1917   | „Marie Madeleine” | Francja         | 45         | zatopiony     |
| 1 marca 1917     | „Mabella”         | Norwegia        | 1637       | zatopiony     |
| 1 marca 1917     | „Storenes”        | Norwegia        | 1870       | zatopiony     |
| 6 marca 1917     | „Cornelia”        | Wielka Brytania | 903        | zatopiony     |
| 6 marca 1917     | „Sawa Maru”       | Japonia         | 2578       | zatopiony     |
| 7 marca 1917     | „Baron Wemyss”    | Wielka Brytania | 1605       | zatopiony     |
| 9 marca 1917     | „Laurits”         | Dania           | 183        | zatopiony     |
| 13 marca 1917    | „Norwegian”       | Wielka Brytania | 6237       | zatopiony     |
| 22 marca 1917    | „Malmanger”       | Norwegia        | 5672       | zatopiony     |
| RAZEM            | RAZEM             | zatopione:      | zatopione: | 13            |
| RAZEM            | RAZEM             | zdobyte:        | zdobyte:   | 1             |